# Tepuy Kukenan
Le tepuy Kukenan est un des tepuys du Venezuela. Il appartient au massif de la sierra de Pacaraima, dans le bouclier Précambrien du plateau des Guyanes.

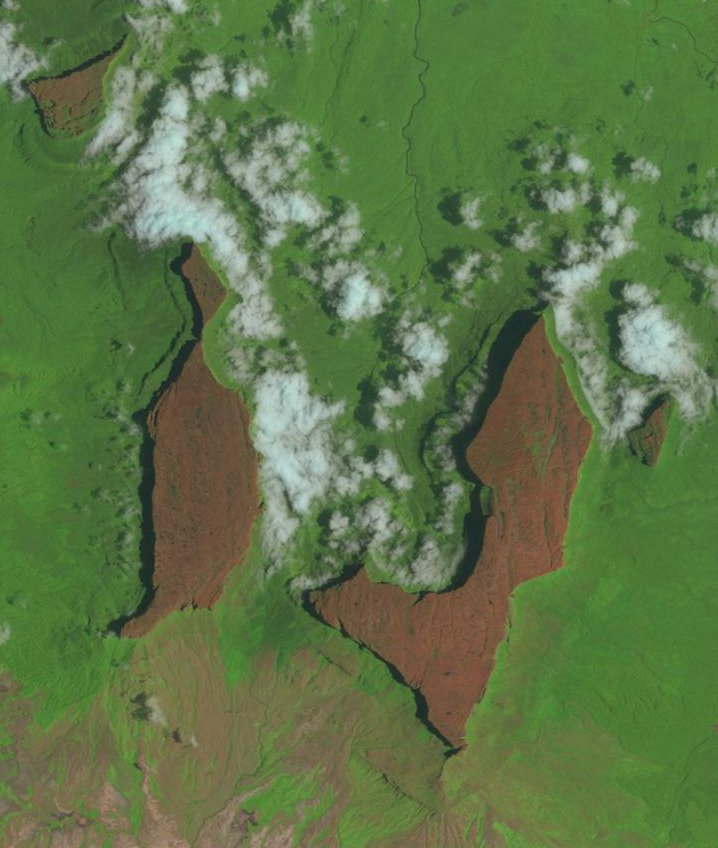
Image satellite des tepuys Yuruaní (en haut à gauche), Kukenan (à gauche), Roraima (centre droit) et Wei-Assipu (à droite).

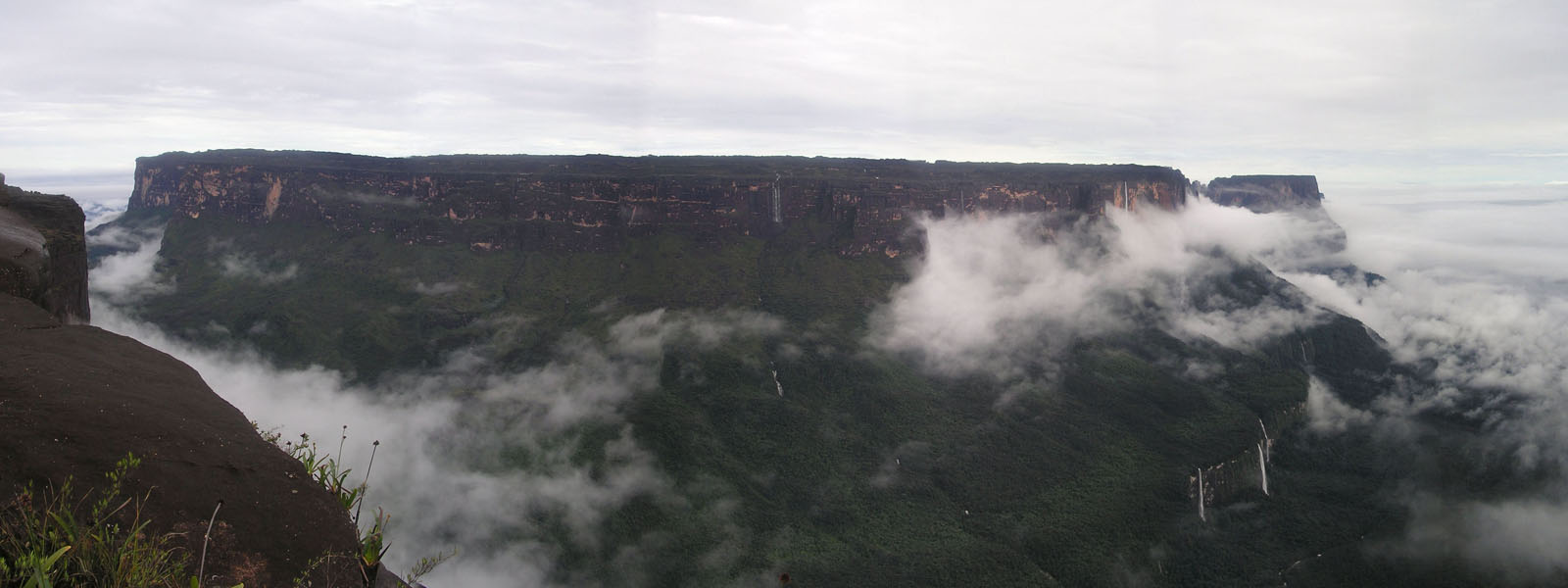
Le tepuy Kukenan vu depuis le mont Roraima.

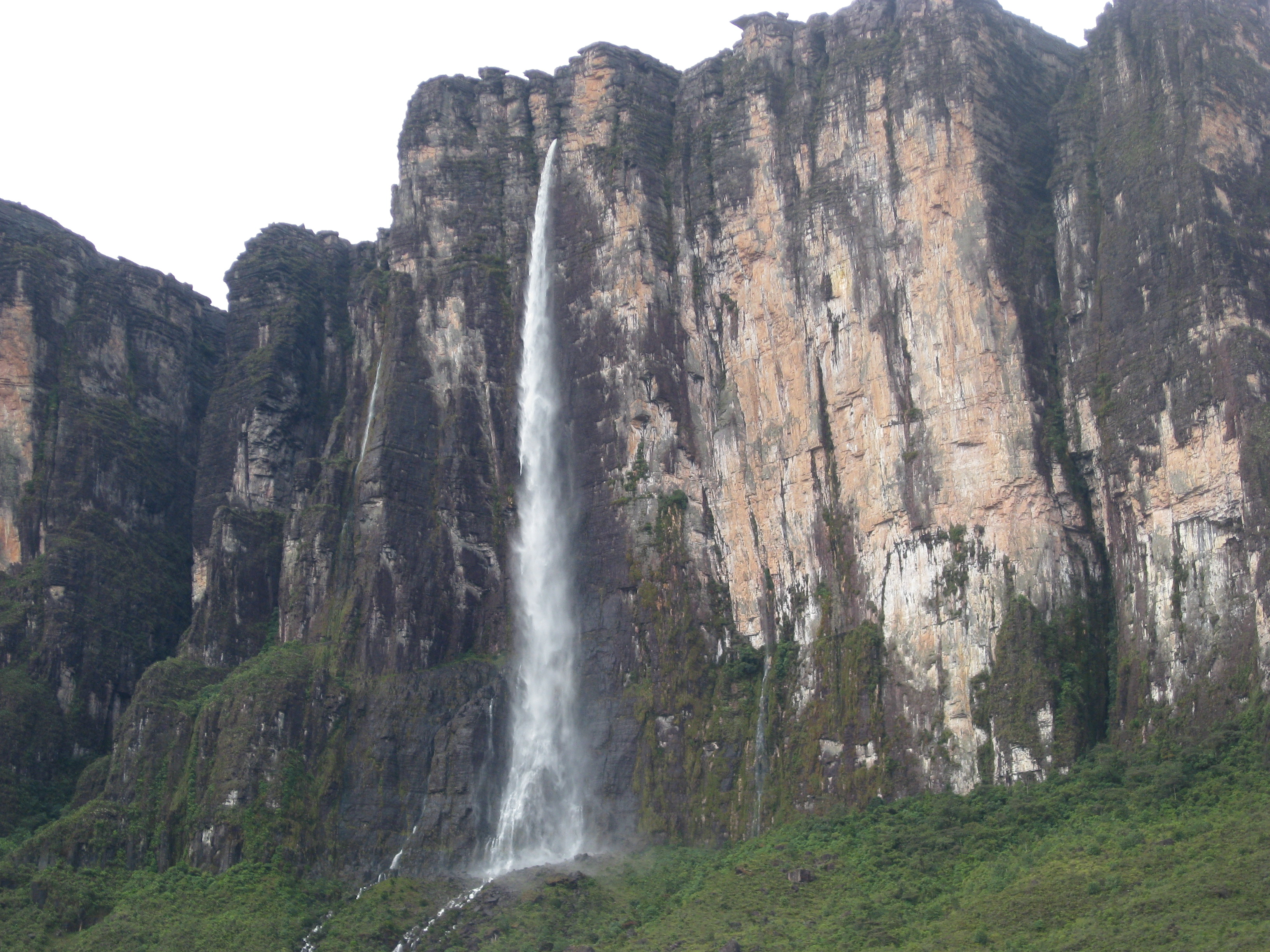
Vue du salto Kukenan.